# Raum (Rosenthal-Bielatal)
Raum ist ein ländlich geprägter Ortsteil der Gemeinde Rosenthal-Bielatal im Landkreis Sächsische Schweiz-Osterzgebirge in Sachsen.

## Geographie
Raum befindet sich zwischen den Orten Bahra, Markersbach und Rosenthal-Bielatal, südlich des Harthenberges (435 m). Er befindet sich nahe der tschechischen Grenze und am südöstlichen Rand der Sächsischen Schweiz.
Nordwestlich von Raum entspringt die Steinbach, ein rechter Nebenfluss der Bahra.
Von einer Anhöhe an der alten Ziegelei ist in nordwestlicher Richtung der Cottaer Spitzberg und Dresden mit Dresdner Fernsehturm, das Blaue Wunder und Schloss Pillnitz zu sehen. Nach Südosten hat man die Ansicht vom Hohen Schneeberg, der höchsten Erhebung im Elbsandsteingebirge.
| Jahr | Einwohner |
| ---- | --------- |
| 1834 | 74        |
| 1871 | 96        |
| 1900 | 125       |
| 1910 | 142       |
| 1925 | 116       |
| 1939 | 125       |
| 1948 | 163       |
| 2013 | 64        |
| 2015 | 69        |
| 2017 | 68        |

### Nachbarorte
| Bahra       | Langenhennersdorf                           | Bielatal  |
|             | Kompassrose, die auf Nachbargemeinden zeigt | Rosenthal |
| Markersbach |                                             | Rosenthal |

## Geschichte
1410 wurde das Waldstück „Ruwe“ bei Raum erstmals erwähnt. Dieser Wald, nun mit dem Namen „der Rauen“ gehörte 1554 teils dem Rittergut Langenhennersdorf, teils zur Wildflur Königstein. Zwischen diesem und dem Beutwald entstand Anfang des 19. Jahrhunderts die Siedlung Raum. Um 1800 wurde die Siedlung „An den Raumwiesen“ genannt. Im Jahr 1812 zog Napoleon mit seinen Truppen über die Felder, die an Raum grenzen, nach Moskau. Die Hauptansiedlungszeit war zwischen 1820 und 1840. 1880 eröffnete ein Landgasthof, der heute noch als Pension dient. 2004 fand in Raum das letzte traditionelle Vogelschießen statt.
Seit dem 1. Juli 1948 ist Raum Teil des Ortes Bielatal und seit 1994 der Gemeinde Rosenthal-Bielatal. Seit 2014 ist Raum ein eigenständiger Ortsteil der Gemeinde.

### Ziegelei Raum
1885/86 errichtete man am Südhang des Harthenberges eine neuzeitliche Ziegelei. 1897/98 wurde ein hoher Schornstein gemauert, der von nun an das Wahrzeichen, bis zu seinem Abtragen 1994, des kleinen Ortes war. Die Ziegelproduktion musste 1992 eingestellt werden. Seit 2008 wird ein Teil des Gebietes als Gewerbefläche, unter anderem als Kfz-Werkstatt, als Metallbauunternehmen und als Party Location genutzt. Die Ziegelei mit den angrenzenden Grundstücken wurde im Jahr 2014 dem Ortsteil Raum zugeordnet, zuvor gehörte das Areal zum Ortsteil Hermsdorf.

## Infrastruktur
Über Raum verläuft die Staatsstraße 171, die die Ortschaften Bielatal und Markersbach verbindet. Von Bahra, über Raum, nach Rosenthal verläuft die Kreisstraße 8741.
Es war geplant, dass an Raum die A17 vorbeiführen und es hier sogar eine Ausfahrt geben sollte. Jedoch hat man sich für eine südlichere Route entschieden.
Durch Raum verläuft der Fernwanderweg Eisenach-Budapest.
Im Ort gibt es eine Bushaltestelle, die vom RVSOE bedient wird.